# Nezavertailovca, Stînga Nistrului
Nezavertailovca este un sat din Unitățile Administrativ-Teritoriale din Stînga Nistrului (Transnistria), Republica Moldova.
Conform recensământului sovietic din anul 1939, populația localității era de 6.321 locuitori, dintre care 3.887 (61.49%) moldoveni (români), 1.990 (31.48%) ucrainieni si 377 (5.96%) ruși.
Conform recensământului din anul 2004, populația localității era de 4.742 locuitori, dintre care 2.723 (57.42%) moldoveni (români), 1.100 (23.19%) ucraineni si 866 (18.26%) ruși.

## Așezare geografică
Satul Nezavertailovca reprezintă punctul extrem de sud al regiunii transnistrene și este amplasat la confluența râurilor Cuciurgan și Turunciuc (un braț al Nistrului). La revărsare în Turunciuc, râul Cuciurgan formează un liman de aproximativ 18 km lungime și 2 km lățime. Nezavertailovca se află la cca 36 km de Tiraspol, cca 65 km de Odesa și cca 115 km de Chișinău.

## Istorie
Din epoca antică, zona actualului sat Nezavertailovca este integrată preponderent în procesele istorice din nordul Mării Negre.
Aflat în imediata apropiere de Nistru (denumit în antichitate Tyras), teritoriul a făcut parte din statul lui Burebista, aflându-se sub stăpânirea triburilor tracice a tyrageților. Totodată au existat strânse legături economice și culturale cu vechile colonii grecești din zonă: Olbia și altele.
Spre sfârșitul sec. I e.n., ținutul devine zonă de graniță între posesiunile romane și stepele pontice bântuite de triburi nomade. În acest sens au fost construite fortificațiile romane cunoscute astăzi sub denumirea de „Valul lui Traian”, care se termină pe malul drept al Nistrului în apropierea localităților din actualul raion Slobozia. Odată cu începerea marii migrațiuni a popoarelor, teritoriul, aflat în drum spre coridorul carpato-dunărean, este traversat de numeroase triburi fără ca în zonă să se constituie vreo formațiune statală cu caracter permanent.
Începând cu secolul VI începe migrațiunea triburilor slave. Până la invazia tătaro-mongolă (1240), teritoriul dintre Bugul de Sud și Nistru s-a aflat sub suzeranitatea cnezilor de la Kiev, iar mai apoi a celor de la Halici. După cucerirea de către tătaro-mongoli a cnezatelor slavone de est, ținutul a fost inclus în componența Hoardei de Aur, Ulusul Gioci (Giuci).
În prima jumătate a secolului XIII, tătarii nohai formează în zonă hanatul lor. Iar în jurul anului 1400 teritoriul intră în componența Marelui ducat al Lituaniei, condus de Vytautas (1350-1430), care cuprindea în perioada de maximă expansiune teritoriul dintre Marea Baltică și Marea Neagră.
Către mijlocul secolului XV, teritoriul, abandonat de suveranii lituanieni, intră în posesia Hoardei de la Perekop, care formează ulterior Hanatul Crimeii. 
În anul 1564 în locul actualului sat Nezavertailovca este atestată localitatea Caiaclia, iar partea de miazăzi a spațiului dintre Bugul de Sud și Nistru capătă denumirea de Edisan.
În a doua jumătate a secolului XVIII, în urma războiului ruso-turc din anii 1768-1774, conform tratatului de la Kuciuk-Kainargi localitățile din Edisan (printre care, probabil, și Caiaclia) au fost supuse pustiirii, rămânând totuși în posesia hanilor din Crimeea. 
Următorul război ruso-turc (1887-1891), terminat în urma încheierii tratatului de la Iași, stabilește granița între Imperiul Rus și cel Otoman pe râul Nistru și, pentru următorii 200 de ani, include teritoriul dintre Bugul de Sud și Nistru în componența statului moscovit.
Prima mențiune documentară a localității Nezavertailovca este datată cu anul 1789. Satul a fost inclus în componența județului Tiraspol, inițial în gubernia Nikolaev, iar din anul 1803, odată cu mutarea centrului administrativ la Herson, în gubernia omonimă.
În secolul XIX satul cunoaște o puternică evoluție economică și demografică, influențată în principal de dezvoltarea orașului Odesa. 
În tabelul bisericilor Eparhiei Hersonului, alcătuit în anul 1875, satul Nezavertailovca din județul Tiraspol este menționat cu hramul Adormirii Maicii Domnului.

Monumentul ostașilor căzuți în cel de-al doilea Război Mondial

La 12 octombrie 1924 se constituie Republica Sovietică Socialistă Autonomă Moldovenească, având în componența sa 11 raioane. Satul Nezavertailovca este inclus în raionul Slobozia.
În anul 1940 Nezavertailovca intră în componența Republicii Sovietice Socialiste Moldovenești, aparținând în continuare raionului Slobozia.
În timpul celui de-al doilea Război Mondial, satul pierde 494 locuitori înrolați în Armata Sovietică. 

Locul vechiului cimitir al satului

După cel de-al doilea Război Mondial, biserica ortodoxă din centrul satului este devastată și transformată în cinematograf, cârmuirea colhozului „Karl Marx” și bibliotecă sătească. Cimitirul de lângă biserică este ras de pe fața pământului, ulterior pe acest loc amenajându-se stadionul satului.
În anul 1961 pe moșia satului adiacentă malului vestic al limanului Cuciurganului începe construcția Centralei Electrice de la Cuciurgan. În anul 1964 începe construcția orașului Dnestrovsc. Zona este supusă unor profunde transformări etno-sociale și economice.
La 2 septembrie 1990 autoritățile de la Tiraspol proclamă Republica Moldovenească Nistreană care cuprinde raioanele Camenca, Râbnița, Dubăsari, Grigoriopol, Slobozia și, în partea dreaptă a Nistrului, orașul Bender.
Satul Nezavertailovca se află până în prezent sub jurisdicția autorităților separatiste de la Tiraspol.

## Toponimie și onomastică
Vechea denumire a satului Caiaclia este de provenineță turcică, la fel ca și alte denumiri de localități din regiune precum Caragaș, Carahasani, Ermoclia, Hagimus, Sugacleia (azi Sucleia), Taraclia ș.a.
Cu privire la proveniența denumirii noi, Nezavertailovca, există două versiuni.
Potrivit uneia, în 1775, după desființarea Secei Zaporojene (o republică căzăcească la pragurile Niprului) de către Ecaterina II, cazacii zaporojeni au luat drumul pribegiei. O parte dintre aceștia s-au îndreptat spre gurile Dunării, unde un grup condus de un oarecare Micolcea, a ajuns în locul unde astăzi se află Nezavertailovca. Din cauza revărsărilor de râuri (Cuciurgan și Nistru), aceștia nu au mai putut continua drumul spre sud-vest, fiind nevoiți "să facă cale-ntoarsă" (in dialectul cazacilor: “завертатъ” [zavertat']). Astfel, locul a primit inițial denumirea de Zavertailovca, ceea ce în traducere înseamnă: "locul unde faci cale întoarsă" sau "locul unde cotești". Românii din partea locului folosesc până astăzi această denumire sub formă de "Zartaica". Ulterior denumirea se transformă în Nezavertailovca, adică "locul unde nu te poți întoarce" sau "locul spre care să nu cotești".
Potrivit celei de-a doua versiuni, pentru a favoriza popularea zonei limitrofe, trasate la acea vreme pe râul Nistru, Ecaterina II a emis un decret, conform căruia cei care se stabilesc cu traiul aici, capătă statut de oameni liberi, inclusiv foștii iobagi, care devin „slobozi” și „nu pot fi întorși” stăpânilor săi. Astfel, satul a căpătat faima unui loc din care „nu poți fi întors”. În susținerea acestei versiuni vine și denumirea unei alte localități din zonă: Slobozia, adică sat de oameni slobozi.
Din momentul colonizării intense, satul s-a divizat în două părți, partea moldovenească și partea rusă sau moldoveni și ruși. E de menționat că și Slobozia are aceeași divizare. Fiecare parte la rândul ei a avut mahalale cu denumiri distincte. În partea moldovenească sunt cunoscute mahalale istorice cu nume Izvor, Capăt, Țarăni. În partea rusă Дикуль [dikul'] de la rus. дикий [dikij], adică loc sălbatic și Замша [zamša], de la rus. замшелый [zamšelyj], adică acoperit cu mușchi, loc mlăștinos cu mușchi. Celelalte denumiri au venit de la nume de străzi sau obiective, apărute după 1924.
Onomastica satului este foarte variată și conține un șir de nume caracteristice spațiului românesc sau zonei balcanice în general: Albul, Cecan (Ciocan), Cojocaru, Coman, Costin, Danici, Dolta (Daltă), Dragan, Ghihol (Bivol, grai moldov.), Hulpe (Vulpe, grai moldov.), Martalog, Patratii (Petrache), Popușoi, Prodan, Scurtul, Secară, Serbul, Țurcan, Ureche, Urâta. Se întâlnesc și numele compuse din două sau trei cuvinte, specifice doar Moldovei: Casărece, Decusară, Mamădragă etc. Alte nume întâlnite în partea moldovenească ipotetic sunt românești la origine, fiind ulterior rusificate prin atribuirea terminațiilor rusești: Deordiev, Grigoriev, Leahov, Moiseev etc. Printre numele frecvent întâlnite în partea rusă pot fi menționate Boiko, Hanenko, Ivanov, Prodius, Teajko.

## Populație
De la sfârșitul secolului XVIII, din punct de vedere etnic populația localității se constituie în două grupuri mari. Grupul majoritar, cel românesc, a fost prezent în zonă continuu din perioada cuceririlor romane. În susținerea acestei afirmații vine lexicul locuitorilor satului în care s-au păstrat forme arhaice derivate direct din latină (ex.: anină, de la arenae; fanină de la farenae). La acestea se adaugă împrumuturile și arhaismele din perioada dominației turco-tătărești (ex.: harman, hindichi, hogeag, șalvari), precum și celelalte arhaisme întâlnite în documentele și operele literare care se referă la prima jum. a sec. XIX sau sunt compuse în perioada respectivă(ex.: brăcace, pestelcă, puhă etc.).

Hramul satului. Fete în port național de sărbătoare

Ulterior acestei populații i se alătură românii din alte regiuni, preponderent din Moldova. Dacă onomastică arată existența unui substrat semnificativ de coloniști din sudul spațiului românesc, aflat într-un contact strâns cu zona Balcanilor (Dragan, Prodan, Serbul), lexicul oferă suficiente exemple de influențe intracarpatice. Ex.: drot(=sârmă), preluat de maghiari din germană, mină cu sens de beci săpat adânc în pământ, un termen adus, probabil, dintr-o zonă muntoasă cum este Ardealul; în același timp numeroase cuvinte cu „ghe” sau „ghi” sunt pronunțate ca „de” și „di”, iar cele cu "che" și "chi" ca "te" și "ti" fiind, probabil, influențate în acest sens de pronunția maghiară a silabelor respective (ex. Deorde=Gheorghe).
Statisticile oficiale, apărute în epoca modernă confirmă preponderența elementului românesc în localitate.
În anul 1799 Zavertailovca avea 439 locuitori de origine românească, iar la mijlocul secolului XIX 1135 de locuitori români.
În anul 1926 din totalul de 6487 de locuitori, 3973 (61%) erau români. 
Conform statisticilor prezentate în cartea lui Ion Dron din anul 2001, din totalul de 5844 de locuitori, numărul românilor în Nezavertailovca era de 59% (aprox. 3450 persoane).
Ultimul recensământ efectuat în Transnistria în noiembrie 2004 atestă în Nezavertailovca o populație ce nu depășește 5000 de locuitori, majoritatea (aprox.60%) fiind de origine română.
Partea rusă a satului prezintă la rândul ei un amalgam de etnii de origine slavonă, care au colonizat ținutul începând cu epoca modernă. Sunt atestate comunități de ruși de rit vechi (cațapi), cazacii lui Nekrasov, ucraineni și ruși. Lexicul locuitorilor părții ruse conține până în prezent numeroase elemente rutene care, după toate probabilitățile, au fost moștenite din perioada formării națiunii ucrainene. Potrivit ultimului recensământ (noiembrie 2004) aproximativ 25% din locuitorii satului s-au declarat ucraineni și 15% - ruși.
Sporul demografic al ultimilor decenii are pregnante valori negative din cauza unor factori de natură economică, ecologică și social-politică.

## Profil economic
Începând cu perioada modernă, procesele economice din zonă sunt puternic influențate de apariția și dezvoltarea orașului Odesa. Specializat în exportul de cereale, acesta a determinat cultivarea gramineelor pe tot cuprinsul Novorosiei de vest. Aflată la 65 km de Odesa, Nezavertailovca s-a înscris în același profil agricol, cultivând cereale comercializate intermediarilor din portul Odesei. 
Din anul 1932, gospodăriile țărănești sunt supuse naționalizării și colectivizării forțate. La mijlocul secolului XX, în Nezavertailovca au funcționat 4 colhozuri, constituite după principiul teritorial: 2 în partea moldovenească a satului („Frunze” și „Karl Marx”), 2 în partea rusă („Krasnîi partizan” și „Zarea Moldavii”). 

Prima brigadă a gospodăriei piscicole

O ramură a agriculturii răspândită în zonă a fost și rămâne grădinăritul. De la mijlocul sec. XX cultivarea fructelor, atât în gospodăriile private, cât și în sectorul de stat, se extinde, conformându-se necesităților industriei alimentare, satisfăcând totodată și cererea populației din partea europeană a URSS. 
Condițiile climatice au permis cultivarea la scară largă a plantelor tehnice și de nutreț, a legumelor, precum și a viței de vie de cele mai diferite soiuri (de masă și de vin).
În anul 1964, este fondată gospodăria piscicolă (Rîbhoz), fiind până în prezent una din cele mai mari din sud-vestul fostei URSS. Angajații gospodăriei au contribuit la fondarea și dezvoltarea altor gospodării piscicole din RSSM.
În sat a funcționat o fabrică de sucuri.
Construcția Centralei Electrice de la Cuciurgan a permis construcția în anii 70 ai sec. XX a unui complex de sere, realizate după o tehnologie olandeză.

## Personalități
- Nicolae Țurcanu (1918–1985) - scriitor și fost deținut politic.